# Mjassischtschew M-101
Die Mjassischtschew M-101 Gschel (russisch Мясищев М-101 Гжель) ist ein einmotoriges Passagierflugzeug bzw. Frachtflugzeug, das vom russischen Konstruktionsbüro Mjassischtschew entwickelt wurde, um in den Markt der zivilen Reiseflugzeuge einzusteigen.

## Geschichte
Die M-101 entspricht in der Auslegung etwa der Socata TBM 700 oder der Piper „Malibu“. Sie ist ein Tiefdecker mit einziehbarem Fahrwerk der mit einer Propellerturbine im Bug ausgerüstet ist. Das Flugzeug bietet in einer druckbelüfteten Kabine Platz für bis zu sieben Passagiere oder entsprechende Fracht. Zur Frachtaufnahme verfügt sie über eine große Frachttür auf der linken Rumpfseite. Das Triebwerk besteht aus einer tschechischen Walter/Motorlet M601F-Turbine, die einen V-510 -Fünfblattpropeller antreibt.
Die Produktion der M-101 wurde in der Sokol-Flugzeugfabrik in Nischni Nowgorod aufgenommen, das bisher durch die Produktion von MiG-Kampfflugzeugen bekannt war. Dort wurden die ersten drei Maschinen gebaut. Der Prototyp machte am 31. März 1995 seinen Erstflug.
Auf der MAKS 1993 wurde die M-101T, RA-10193, ausgestellt. Die M-101T, RA-15003, c/n 150003, wurde auf der Internationalen Luft- und Raumfahrtausstellung 1996 in Berlin erstmals im Westen vorgestellt. Weitere Vorstellungen erfolgten in Le Bourget 1997 (RA-15101) und natürlich bei der MAKS 1997 in Moskau-Schukowski.
Die Zulassung sollte Ende 1997 erfolgen, verzögerte sich aber bis Anfang 2003.

## Technische Daten – M-101T
| Kenngröße            | Daten |
| -------------------- | --- |
| Besatzung            | 1–2 |
| Passagiere           | 7 |
| Hersteller           | Joint-Stock Company „Sokol“ (Открытое Акционерное Общество „Сокол“) Flugzeugwerk 1 Nischni-Nowgorod       |
| Konstrukteur         | Mjassischtschew (Экспериментальный Машиностроительный Завод им. В. М. Мясищева) Oblast Moskau, Schukowski |
| Länge                | 9,975 m                                                                                                   |
| Spannweite           | 13,00 m                                                                                                   |
| Höhe                 | 3,720 m                                                                                                   |
| Nutzlast             | 630 kg |
| Startmasse           | max. 3000 kg                                                                                              |
| Reisegeschwindigkeit | max. 500 km/h                                                                                             |
| Dienstgipfelhöhe     | 8000 m |
| Reichweite           | 800 km |
| Triebwerk            | eine Propellerturbine Walter/Turbolet M-601F                                                              |
| Startleistung        | 760 WPS                                                                                                   |